# Petr Guziana
Petr Guziana (30. srpna 1952 Ostrava-Zábřeh – 27. ledna 2019 Ostrava[zdroj?]) byl český lékař – chirurg a politik, v letech 2008 až 2014 senátor za obvod č. 72 – Ostrava-město, v letech 2006 až 2010 zastupitel města Ostravy a v letech 1996–2014 člen ČSSD.

## Vzdělání, profese a rodina
Po maturitě na SVVŠ v roce 1970 vystudoval Lékařskou fakultu Univerzitu Palackého v Olomouci. Po promoci v roce 1976 nastoupil  do Fakultní nemocnice v Ostravě na chirurgické oddělení, kde působil až do své smrti.

## Politická kariéra
Od roku 1996 byl členem ČSSD. Od roku 1998 do roku 2010 byl členem zastupitelstva městského obvodu Poruba. Ve volebním období 2006–2010 byl zastupitelem Statutárního města Ostravy.
V roce 2008 úspěšně kandidoval do Senátu PČR, když v prvním kole převahu v poměru 39,27 % ku 28,50 %, které dostal tehdejší senátor za ODS Václav Roubíček. Ve druhém kole ostravský lékař svůj náskok ještě zvýšil a zvítězil se ziskem 64,97 % všech platných hlasů. V horní komoře českého parlamentu působil jako místopředseda Výboru pro zdravotnictví a sociální politiku.
V polovině dubna 2014 vystoupil z ČSSD s tím, že důvodem je chování ostravské sociální demokracie ve vztahu k jeho osobě. Nadále však zůstává v Senátorském klubu ČSSD. Zároveň oznámil, že je jedním ze zakládajících členů hnutí Šance, za které hodlá kandidovat v senátních a komunálních volbách na podzim 2014.
Nakonec se rozhodl ve volbách do Senátu PČR v roce 2014 obhajovat svůj mandát na kandidátce Strany Práv Občanů v obvodu č. 72 – Ostrava-město. Se ziskem 1,84 % hlasů však skončil na předposledním 10. místě a nepostoupil tak ani do kola druhého.